# 赵映乘
赵映乘（1619年—1657年?），字涵章，希伯来名Moshe ben Abram ，开封犹太人，明末清初政治人物，他和兄弟赵映斗在清朝初年出任清朝政府官员（赵映斗任云南昆明县、宜良县知县）。

## 生平
明万历四十七年（1619年），赵映乘出生在中国河南省省会开封的一个犹太家庭。赵映乘在年轻时期同时接受了犹太教教育和儒家教育，因而精通希伯来文和中文。
崇祯十五年（1642年），明朝灭亡前夕，赵映乘23岁那一年，李自成率军围攻开封，掘开黄河大堤，淹没城市。这次灾难造成城市荒废。开封犹太人始建于金世宗大定三年（1163年）的犹太会堂也被滔滔洪水所摧毁。包括李、赵、艾、张、高、金、石七姓，大约200多户犹太人（占全城犹太人的半数）带着贡士高选从洪水中抢救出来的经卷，前往黄河北岸的长垣县避难。
顺治三年（1646年）考取进士，被任命为刑部郎中。4年后（1650年）他被调往福建出任福建汀漳兵巡道按察使司副使。在当地他官声良好，被认为是一名能干的官员和优秀的儒家学者，清除了当地的盗匪，并创办了一些学校。 1651年（顺治八年），赵映乘联合福建、广东、江西三省兵力围剿永定县的苏荣（被郑成功封为招讨大将军）起义军。
顺治九年（1652年），赵映乘返回故乡开封。 经过水灾10年以后，赵映乘致力于重建城市，他得到兄弟赵映斗的帮助，促使犹太人渡过黄河南下，回到他们原来的住处。完全由于赵映乘个人的财务支援，会堂得以在1653年重建起来，包括中国式的后殿三间及尊经龛一座。用洪水中抢救出来的经文残片拼出一本完整的律法书，并且抄录了副本。一块1663年的石碑详细记录了赵映乘的活动。此后，开封犹太社团在一定程度上得以振兴。 
后出任湖广江防按察使，在任上去世。

## 著作
赵映乘著有《圣经纪变》一书，详述抢救经卷以及重建会堂的经过。其他著作还有《劫难图》30册、《四竹堂纪异》240卷。这些著作现在都已经散失，不过近年来中国学者已经开始在开封、北京以及其他地方的图书馆中进行搜寻。 赵映乘的《殿试策》则由陈垣送到上海徐家汇藏书楼（今上海图书馆的一部分）保存。

## 延伸阅读
- J. Tobar, Inscriptions Juives de K'ai-fong-fou. Shanghai, 1900
- M. Adler, in Jewish Quarterly Review, xiii, 22-23
- Donald Leslie, "开封犹太人赵映乘和他的家庭" In 中国犹太人研究：Selections from Journals East and West, compiled by Hyman Kublin. New York: Paragon Book Reprint Corp., 1971
- — 中国犹太人的幸存者：开封犹太人社区. Leiden: E.J. Brill, 1972
- 官员、犹太人与传教士：The Jewish Experience in the Chinese Empire. Philadelphia, 1980. Reprinted, 1983. 2nd ed., New York: 1998.
- Li Yu, A History of Reading in Late Imperial China, 1000-1800, 俄亥俄州立大学博士论文，2003
- 赵, 广军. . 贵州民族研究. 2005, (6)  [2007-07-19]. （原始内容存档于2007-09-27）.